# ريدج ريسر (لعبة فيديو 2011)
ريدج ريسر (بالإنجليزية: Ridge Racer)‏، هي لعبة فيديو إلكترونية من نوع سباقات السيارات، صدرت اللعبة في الأسواق سنة 2011، وهي من تطوير ونشر بانداي نامكو إنترتينمنت اليابانية، حيث تعمل على منصة بلاي ستيشن فيتا الحصرية.